# Paysandú
Paysandú è una città dell'Uruguay, la terza per dimensioni e numero d'abitanti, capoluogo dell'omonimo dipartimento.
Importante centro economico, è separato dalla provincia argentina di Entre Ríos dal fiume Uruguay.

## Geografia
Paysandú è situata sulla sponda sinistra del fiume Uruguay, a 378 km a nord ovest dalla capitale Montevideo. 

## Storia
Fu fondata nel 1772 dagli spagnoli come presidio lungo il fiume Uruguay. L'8 giugno 1863 ottenne lo status di città. A partire dai primi giorni di dicembre 1864, nel corso della guerra uruguaiana, Paysandú fu assediata dalle truppe brasiliane e dalle milizie fedeli al futuro dittatore Venancio Flores, capo del Partito Colorado. Nonostante l'eroica resistenza della locale guarnigione guidata dal colonnello Leandro Gómez, le forze assedianti ebbero la meglio ed il 2 gennaio 1865 conquistarono la città. Durante l'assedio numerosi edifici, compresa la basilica, subirono gravi distruzioni e danneggiamenti.
Nella seconda metà del XIX secolo, grazie alla costruzione della ferrovia e lo sviluppo delle comunicazioni fluviali, Paysandú divenne un importante centro dell'industria della carne. La crescita favorì l'arrivo in città di migliaia di immigrati italiani seguiti, seppur in misura minore, da quelli spagnoli e svizzeri.

## Monumenti e luoghi d'interesse

### Architetture religiose
- Basilica di Nostra Signora del Rosario e di San Benedetto il Moro
- Chiesa di San Raimondo

### Architetture civili
- Monumento a José Artigas

## Cultura

### Istruzione

#### Musei
- Museo Storico
- Museo della Tradizione

### Media

#### Stampa
El Telégrafo, fondato nel 1910, è il più antico quotidiano uruguaiano ancora in circolazione.

## Economia
Paysandú oggigiorno è un importante centro economico e commerciale. Vi hanno sede industrie per lavorazione della lana, del cuoio, degli agrumi, del cemento nonché un birrificio.

## Infrastrutture e trasporti

### Strade
La città è attraversata in senso nord-sud dalla strada 3, che dalla frontiera con il Brasile giunge sino alla costa del Río de la Plata, ad ovest di Montevideo. Altra importante arteria di comunicazione è la RN 90, che da Paysandú giunge sino a Guichón.
Paysandú è inoltre unita con la vicina città argentina di Colón dal ponte Generale Artigas.

### Porti
Paysandú è dotata di un porto fluviale situato nei pressi del centro della città. L'infrastruttura portuale è dotata di due banchine in cemento armato, due depositi e un deposito aperto.